# 브루노 아미오네
브루노 아구스틴 아미오네(스페인어: Bruno Agustin Amione, 2002년 1월 3일~)는 아르헨티나의 축구 선수로, 산토스 라구나에서 수비수로 활동하고 있다.